# Спикер Палаты общин Канады
В Канаде спикер Пала́ты о́бщин (англ. Speaker of the House of Commons, фр. Président de la Chambre des communes) — председатель нижней палаты Парламента Канады, избираемый депутатами Палаты в начале каждого нового созыва после выборов, и председательствующий на её заседаниях. Председатель Палаты общин Канады сходен с председателями нижних палат во всех парламентах, использующих вестминстерскую систему. Председателем, занимавшим этот пост наиболее долго, был Питер Милликен, служивший в течение десяти лет.
Обычно председателем является депутат из партии власти. Однако во время правительства меньшинства председатель иногда принадлежит к партии оппозиции. Существуют и другие примеры, когда председатель происходил из оппозиции, например, в правление Артура Мейена в 1926 или во время полномочий Джо Кларка в 1979; в обоих этих случаях председателем был либеральный депутат. В 1957, когда Джон Дифенбейкер пришёл к власти с прогрессивно-консервативным правительством меньшинства, он предложил пост председателя Стэнли Ноулсу из Социал-демократической партии, но тот отказался от назначения.

## Функции
В Канаде функции председателя заключаются в управлении Палатой общин и контроле над служащими. Также председатель не должен идти вразрез с Сенатом и Короной. Председатель Палаты общин получает заработную плату около 209 000 $ и имеет право использовать официальную резиденцию Ла-Ферм, расположенную во владении Кингсмир в Челси около Гатино (Квебек).

## Избрание
Конституция предусматривает избрание председателя. Однако до 1986 председатель выбирался премьер-министром, а его назначение рассматривалось в Палате как предложение. Эта практика изменилась в 1986, когда решили ввести закрытое голосование за одного из депутатов Палаты общин. Председатель остаётся таким же депутатом, как все остальные, но может голосовать лишь в случае равенства голосов.
Все депутаты, кроме министров и глав партий, могут быть избраны для председательства. Любой депутат, не желающий выдвигаться, до наступления дня накануне голосования должен представить письмо с просьбой удалить его из бюллетеня. Все депутаты, не удалившие своё имя до 18:00 дня накануне выборов, вносятся в список кандидатов в бюллетене и имеют право на пятиминутную речь для убеждения своих коллег проголосовать за них.
На выборах председательствует старейшина Палаты, в настоящее время Луи Пламондон, депутат с самой длинной непрерывной службой в Палате (заседает с 1984).
Все кандидаты, получившие менее 5 % голосов, удаляются из бюллетеня. Если менее 5 % не получил ни один кандидат, то исключается кандидат с наименьшим количеством голосов. Этот процесс продолжается с перерывом в один час между турами голосования, пока один кандидат не получит более 50 % голосов.
Победитель сопровождается к креслу председателя премьер-министром и главой официальной оппозиции. Вновь избранный председатель по традиции притворяется слегка сопротивляющимся, когда его тянут к креслу; эта практика существует со времён, когда британские председатели могли быть казнены, если новости, доставленные королю, не нравились ему.

## Заместитель председателя
Кроме председателя, ещё назначаются заместители председателя для действий от имени председателя, если он или она занят. На сайте председателя Палаты общин сказано:
Главная роль заместителя председателя и других председателей заседания состоит в поддержке председателя Палаты для обеспечения председательства на заседании, в занятии председательского кресла, когда собирается пленарный комитет, и, по случаю, в председательстве в законодательных комитетах. Кроме того, заместитель председателя Палаты также берёт на себя определённые административные функции. Обычно он является членом руководящего комитета. Когда собирается пленарный комитет, председательское кресло занимает председатель пленарных комитетов.
Заместителем председателя в 41-м созыве Палаты является Дениз Савуа (новодемократ), а двумя другими председателями заседания являются Брюс Стэнтон (консерватор) и Барри Деволин (консерватор).
Заместитель председателя назначается на весь срок полномочий представительного органа, тогда как другие председатели заседания назначаются лишь на одну сессию.

## Список председателей Палаты
|  | Имя                       | Начало           | Окончание        | Политическая принадлежность |
|  | ------------------------- | ---------------- | ---------------- | --------------------------- |
|  | Джеймс Кокберн            | 11 июня 1867     | 5 марта 1874     | Консерватор                 |
|  | Тимоти Уорен Энглин       | 26 марта 1874    | 12 февраля 1879  | Либерал                     |
|  | Жозеф Годерик Бланше      | 13 февраля 1879  | 7 февраля 1883   | Либерал-консерватор         |
|  | Джордж Эйри Киркпатрик    | 8 февраля 1883   | 12 июля 1887     | Консерватор                 |
|  | Жозеф-Альдерик Уиме       | 13 июля 1887     | 28 июля 1891     | Консерватор                 |
|  | Питер Уайт                | 29 июля 1891     | 18 августа 1896  | Консерватор                 |
|  | Джеймс Дэвид Эдгар        | 19 августа 1896  | 31 июля 1899     | Либерал                     |
|  | Томас Бейн                | 1 августа 1899   | 5 февраля 1901   | Либерал                     |
|  | Луи-Филип Бродёр          | 6 февраля 1901   | 18 января 1904   | Либерал                     |
|  | Наполеон Антуан Белькур   | 10 марта 1904    | 10 января 1905   | Либерал                     |
|  | Роберт Фрэнклин Сатерленд | 11 января 1905   | 19 января 1909   | Либерал                     |
|  | Шарль Марсиль             | 20 января 1909   | 14 ноября 1911   | Либерал                     |
|  | Томас Симпсон Спраул      | 15 ноября 1911   | 2 декабря 1915   | Консерватор                 |
|  | Альбер Севиньи            | 12 января 1916   | 7 января 1917    | Консерватор                 |
|  | Эдгар Нельсон Роудс       | 18 января 1917   | 5 марта 1922     | Консерватор                 |
|  | Родольф Лемьё             | 8 марта 1922     | 2 июня 1930      | Либерал                     |
|  | Джордж Блэк               | 8 сентября 1930  | 16 января 1935   | Консерватор                 |
|  | Джеймс Лэнгстафф Боумен   | 17 января 1935   | 5 февраля 1936   | Консерватор                 |
|  | Пьер-Франсуа Кагрен       | 6 февраля 1936   | 10 мая 1940      | Либерал                     |
|  | Джеймс Эллисон Глен       | 16 мая 1940      | 5 сентября 1945  | Либерал                     |
|  | Гаспар Фотё               | 6 сентября 1945  | 14 сентября 1949 | Либерал                     |
|  | Уильям Росс Макдональд    | 15 сентября 1949 | 11 июня 1953     | Либерал                     |
|  | Луи-Рене Бодуэн           | 12 ноября 1953   | 13 октября 1957  | Либерал                     |
|  | Роланд Миченер            | 14 октября 1957  | 26 сентября 1962 | Прогрессист-консерватор     |
|  | Марсель Ламбер            | 27 сентября 1962 | 15 мая 1963      | Прогрессист-консерватор     |
|  | Алан Макнотон             | 16 мая 1963      | 17 января 1966   | Либерал                     |
|  | Люсьен Ламурё             | 18 января 1966   | 29 сентября 1974 | Либерал и независимый       |
|  | Джеймс Александр Джером   | 30 сентября 1974 | 14 декабря 1979  | Либерал                     |
|  | Жанна Сове                | 14 апреля 1980   | 15 января 1984   | Либерал                     |
|  | Сирил Ллойд Фрэнсис       | 16 января 1984   | 4 ноября 1984    | Либерал                     |
|  | Джон Уильям Босли         | 5 ноября 1984    | 29 сентября 1986 | Прогрессист-консерватор     |
|  | Джон Аллен Фрейзер        | 30 сентября 1986 | 16 января 1994   | Прогрессист-консерватор     |
|  | Гилберт Пэрент            | 17 января 1994   | 28 января 2001   | Либерал                     |
|  | Питер Милликен            | 29 января 2001   | 1 июня 2011      | Либерал                     |
|  | Эндрю Шир                 | 2 июня 2011      | 3 декабря 2015   | Консерватор                 |
|  | Джефф Риган               | 3 декабря 2015   | 5 декабря 2019   | Либерал                     |
|  | Энтони Рота               | 5 декабря 2019   | 27 сентября 2023 | Либерал                     |
|  | Грег Фергюс               | 3 октября 2023   |                  | Либерал                     |

## Занимающие подобные посты
Сенатором, занимающим подобный пост в верхней палате, является председатель Сената Канады. Канадские провинциальные и территориальные законодательные органы также имеют председателей с очень похожей ролью.